# 金田章裕
金田 章裕（きんだ あきひろ、1946年5月22日 - ）は、日本の地理学者。京都大学名誉教授、京都府公立大学法人理事長。元人間文化研究機構機構長。京都府立京都学・歴彩館館長。

## 経歴
出生から修学期
1946年、富山県東礪波郡福野町（現：南砺市）で生まれた。1965年に富山県立高岡高等学校を卒業し、京都大学文学部史学科に入学。地理学を専攻し、1969年に卒業した。京都大学大学院文学研究科に進学し、1974年に博士課程を単位取得退学。
地理学研究者として
その後は京都大学研修員となり、1975年5月に同教養部助手に採用された。1977年、追手門学院大学講師となり、後に助教授昇格。1987年8月、京都大学文学部助教授に転じた。1993年5月、学位論文『日本古代中世景観の歴史地理学的研究』を京都大学に提出して文学博士の学位を取得。1994年に教授昇格。2001年に文学研究科長兼文学部長となったが、同年12月に研究科長を辞して副学長となった。2004年4月より理事兼任、2005年9月までその職を務めた。学界では、2006年に人文地理学会会長に就任（2010年退任）。2007年に京都大学を退任し、名誉教授となった。
その後は立命館大学教授として教鞭をとり、2008年からは人間文化研究機構・機構長を務めた。2014年に人間文化研究機構長を退任。同2014年、京都府立総合資料館館長に就任した。2018年より京都府公立大学法人理事長。

## 研究内容・業績
専門は人文地理学。オーストラリア地域研究や日本古代の地理学研究に従事。

## 著作
著書
- 『歴史』(空から見た日本 5) くもん出版 1982
- 『条里と村落の歴史地理学研究』大明堂 1985
- 『オーストラリア歴史地理：都市と農地の方格プラン』地人書房 1985
- 『古代日本の景観 方格プランの生態と認識』吉川弘文館 1993
  - オンデマンド版　2021年[5]
- 『微地形と中世村落』吉川弘文館 1993
- 『オーストラリア景観史：カントリータウンの盛衰』大明堂 1998
- 『古代荘園図と景観』東京大学出版会 1998
- 『古地図からみた古代日本：土地制度と景観』中公新書 1999
  - 選書化 吉川弘文館(読みなおす日本史) 2017[6]
- 『古代景観史の探究 宮都・国府・地割』吉川弘文館 2002
  - オンデマンド版　2024年[7]
- 『大地へのまなざし 歴史地理学の散歩道』思文閣出版 2008
- 『古代・中世遺跡と歴史地理学』吉川弘文館 2011
  - オンデマンド版　2024年[8]

- 『文化的景観：地域資産をいかに保持・発展させていくか』日本経済新聞出版社 2012
- 『タウンシップ：土地計画の伝播と変容』ナカニシヤ出版 2015
- 『古地図で見る京都:『延喜式』から近代地図まで』平凡社 2016
- 『古代国家の土地計画：条里プランを読み解く』吉川弘文館 2017[9]
- 『地形と日本人:私たちはどこに暮らしてきたか』日経BP日本経済新聞出版本部(日経プレミアシリーズ 438) 2020[10]

共著
- 『日本地図史』上杉和央共著、吉川弘文館 2012[11]

編著
- 『日本古代荘園図』共編、東京大学出版会、1996
- 『散村・小都市群地域の動態と構造』藤井正共編、京都大学学術出版会 2004
- 『世界遺産で知ろう! 世界の国々』（文英堂 2004
- 『近畿圏』(日本の地誌 8) 石川義孝共編、朝倉書店 2006[12]
- 『平安京：京都 都市図と都市構造』京都大学学術出版会、2007[13]
- 『大地の肖像：絵図・地図が語る世界』藤井讓治・杉山正明共編、京都大学学術出版会、2007
- 『アジアの歴史地理 2 都市と農地景観』秋山元秀・高橋誠一・溝口常俊・山田誠共編、朝倉書店、2008
- 『地図でみる西日本の古代 律令制下の陸海交通・条里・史跡』木下良・立石友男・井村博宣共編、平凡社 2009
- 『30の都市からよむ日本史』監修、日本経済新聞出版社 2017
- 『景観史と歴史地理学』吉川弘文堂 2018　ISBN　9784642046480

論文
- CiNii Articles - 金田章裕

## 参考資料
- 金田章裕(京都大学)